# Шубин (град)
Шубин (пољ. Szubin) град је у Пољској у Војводству кујавско-поморском. По подацима из 2012. године број становника у месту је био 9487.

## Становништво
| 2012. |
| ----- |
| 9.487 |